# Eugen von Böhm-Bawerk
Eugen von Böhm-Bawerk (n. 12 februarie 1851, Brünn, Imperiul Austriac – d. 27 august 1914, Kramsach⁠(d), Austro-Ungaria) a fost un economist austriac, contribuitor important și fondator al Școlii austriece de economie.
Böhm-Bawerk a fost ministru austriac de finanțe intermitent între 1895 și 1904. De asemenea a scris o serie de articole extensive și critice la adresa marxismului.

## Biografie
În timpul studiilor la drept la Universitatea din Viena, a studiat lucrarea Principiile economiei a lui Carl Menger, devenind un adept al teoriilor acestuia. Joseph Schumpeter spunea despre Böhm-Bawerk că „era un discipol atât de entuziast a lui Menger, încât era greu de crezut că ar fi avut nevoie de alte influențe.”